# Jauldes
Jauldes is een gemeente in het Franse departement Charente (regio Nouvelle-Aquitaine) en telt 612 inwoners (1999). De plaats maakt deel uit van het arrondissement Angoulême.

## Geografie
De oppervlakte van Jauldes bedraagt 25,3 km², de bevolkingsdichtheid is 24,2 inwoners per km².
De onderstaande kaart toont de ligging van Jauldes met de belangrijkste infrastructuur en aangrenzende gemeenten.

## Demografie
Onderstaande figuur toont het verloop van het inwonertal (bron: INSEE-tellingen).